# Corps Rhenania Tübingen
Le Corps Rhenania Tübingen est une association étudiante de l'Association des convents des anciens de Kösen (KSCV), qui se compose d'étudiants et d'anciens élèves de l'Université Eberhard-Charles de Tübingen.

## Couleur et devise

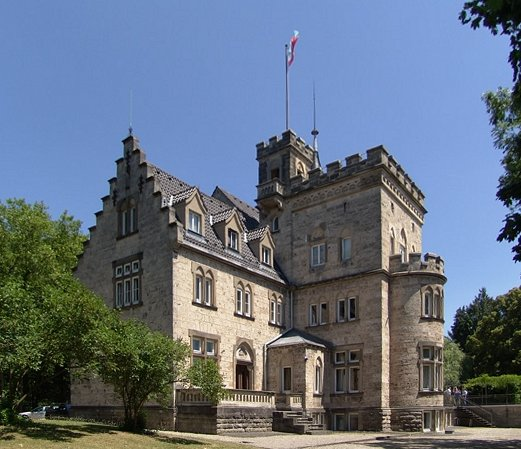
Maison du corps

Les Rhénans de Tübingen (Tübser) portent un bandeau bleu clair, blanc et rouge avec des percussions argentées. Une casquette d'étudiant bleu clair est portée. Le groupe du renard est bleu-rouge avec des percussions argentées. Le bleu du Rhenania Tübingen est clair dans les rubans, légèrement plus foncé dans le tissu du chapeau et de la veste de pub.
Les devises sont Omnes pro uno et unus pro omnibus ! (allemand : „Alle für einen und einer für alle“ ) et Concordia firmat fortes ! (« L’unité renforce la force »). Le Corps est toujours attaché à la couleur et la mensur.
« Les armoiries et les couleurs identifient le Corps Rhenania comme un corps Wurtemberg-Souabe ; Dans la constitution, les idées intellectuelles du corps souabe-alémanique de Tübingen (équipes nationales), dissoutes en 1826, perdurent depuis les débuts du Tübinger SC en 1808. Le Corps Rhenania est le corps d'État souabe de l’Université de Tübingen. »

## Histoire

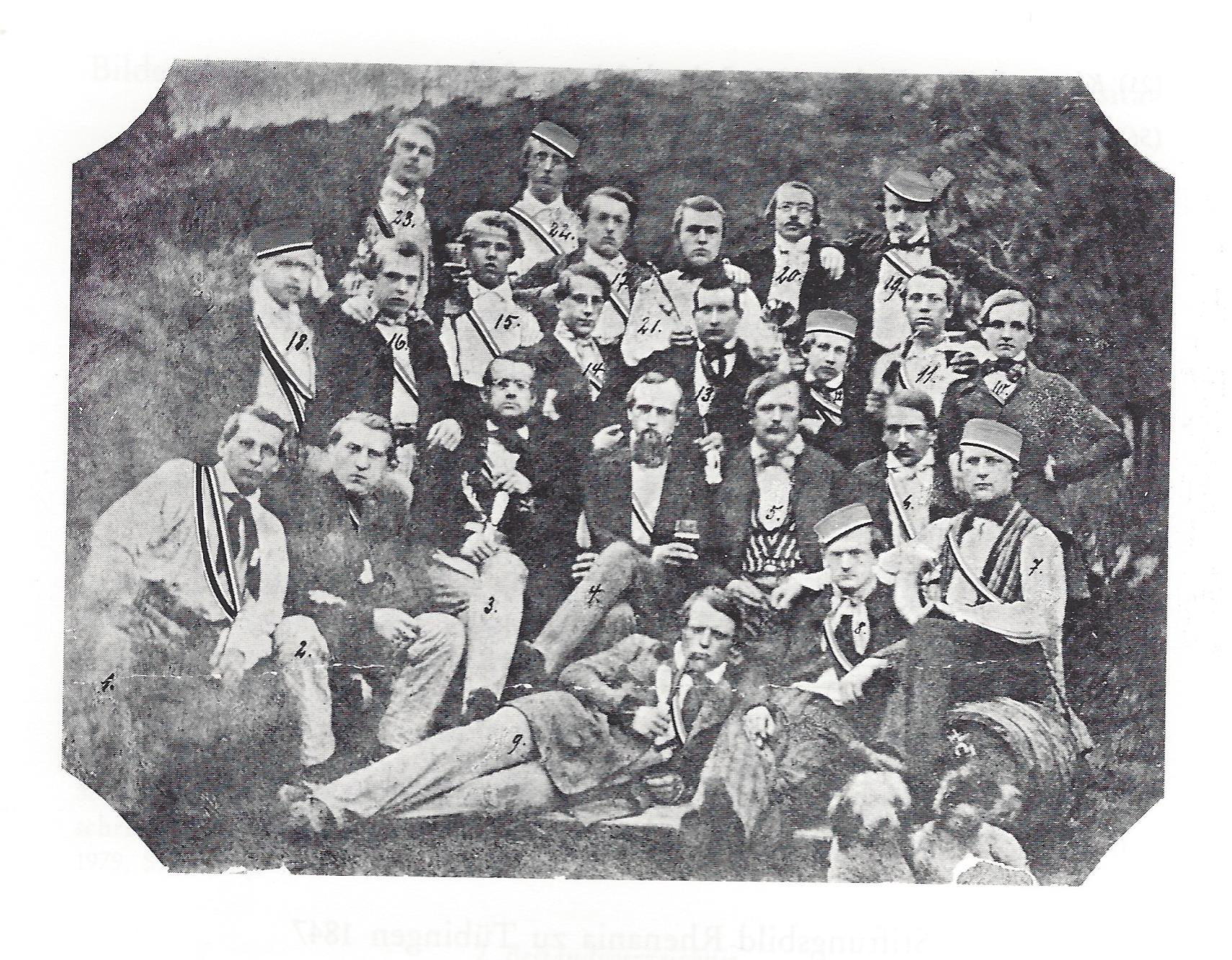
Fondateurs de Rhenania (1847)

Le Corps Rhenania est fondé secrètement à l'époque de la persécution des démagogues et de l'interdiction des associations étudiantes le 7 juillet 1827 dans le pub séculaire « Haagei » en face de la collégiale de Tübingen (de), chanté par Wilhelm Hauff et Theodor Griesinger (de). Les fondateurs sont l'ancien Allemannen Friedrich Widmann (de) avec cinq autres étudiants de Tübingen, dont un autre ancien Allemannen et un ancien rhénan de Fribourg (de). La première constitution est conservée dans une version de 1834. Leurs objectifs correspondent à ceux des corps-mères de Tübingen de la Rhénania : l'Allemannia I [1825-1827] (littéralement reprise par Widmann) et la Suevia II [1813-1826] (contenu), issue de l'Obersuevia, fondée sur 17 mars 1808. Celui-ci est à son tour issu de Suevia I, fondée le 7 janvier 1807 ; Elle s'appelait Niedersuevia du nom de la Fondation Obersuevia pour la distinguer. Le rhénan Kaufmann de Tübingen fondea Suevia III le 1er décembre 1829 pour renforcer l'influence des étudiants du corps ; il existe jusqu'au 3 juillet 1830. Dans une silhouette et sur une photo de 1839, Rhenania porte encore des casquettes d'étudiants rouges, contrairement à Suevia IV (de), fondée en 1831 grâce à la conversion de la fraternité Comment (de), qui porte des casquettes noires. Le Tübinger SC rejoint le KSCV en 1857.
Après que le corps ait survécu à la Première Guerre mondiale avec la perte de nombreux membres du corps (60 des 293 militaires sont morts), les membres répondent aux tentatives de conformité de 1933/34 en suspendant temporairement les opérations actives le 10 octobre 1935. À l'époque national-socialiste, le corps ne doit se séparer extérieurement de deux frères de corps qu'entre 1934 et 1936.
Le corps actif continue à vivre à la Maison franconienne (de) du semestre d'hiver 1937 au semestre d'hiver 1944/45 dans la camaraderie SC Theodor Körner, fondée par la Franconia et élargie plus tard pour inclure les anciens corps Suevia et Rhenania. L'ancienne camaraderie compte 280 Franconiens, 299 Rhénans et 220 Souabes et compte finalement un total de 97 membres actifs de la camaraderie. Une bande aux couleurs vert-bleu-rouge est conservée. Lorsque le NSDAP de Tübingen envisage de reprendre la Maison rhénane comme maison sociale en mai 1939, l'Association des anciens de Rhénania fait pression pour la formation de sa propre camaraderie, qui reçoit le nom de Friedrich Schiller et est formellement approuvée dans une lettre du 28 août 1939. Cependant, le déclenchement de la guerre empêche le développement d’une camaraderie active, qui est initialement reportée à la fin de la guerre. Le 31 mars 1943, l'ancienne règle de la camaraderie Friedrich Schiller est également reconnue par la direction étudiante du Reich. Une société active n'est plus constituée,.
Le 3 mai 1949, le Rhenania est le premier corps de Tübingen à se reconstituer dans une prairie de l'Österberg. La maison du corps est confisquée par les forces d'occupation françaises de 1945 à 1956. Elle est initialement utilisée comme siège du gouverneur français, puis du commissaire d'État, et à partir du milieu/fin 1952 comme Maison de France et maison d'hôtes/mess des officiers pour la garnison française. C'est pourquoi les garçons du corps se réunissent dans les bars de Tübingen et, à partir du semestre d'été 1953, dans une caserne spécialement construite dans la ville,,
En janvier 1950, la Rhenania Tübingen fait partie des 22 corps qui se rassemblent dans la communauté d'intérêts et préparent la reconstitution du KSCV. En 1959, le Rhenania préside le corps de banlieue,

## Maison de corps

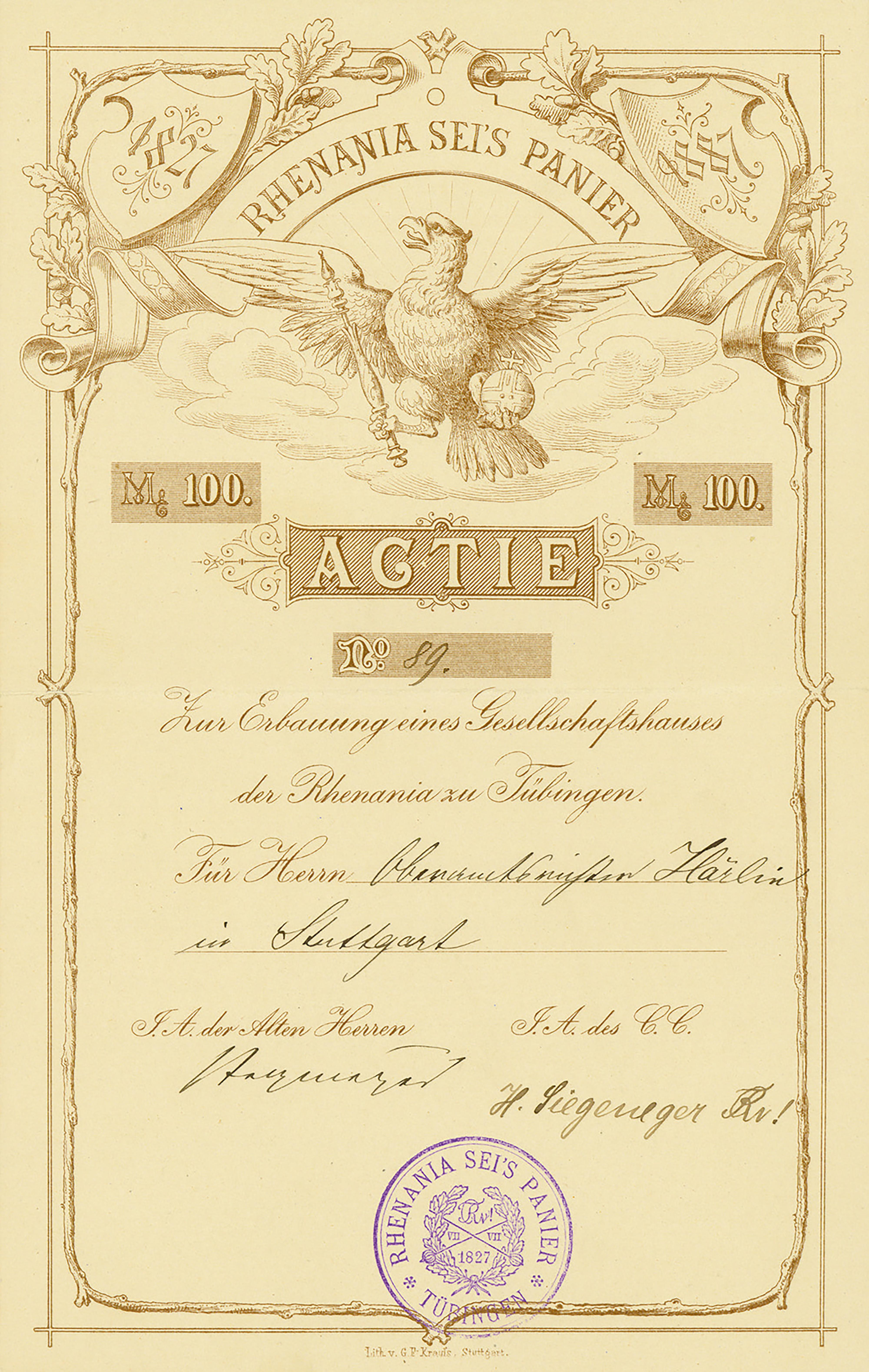
Participation pour la construction d'un bâtiment de Rhenania de 1887, signée par Karl Hermann Siegeneger

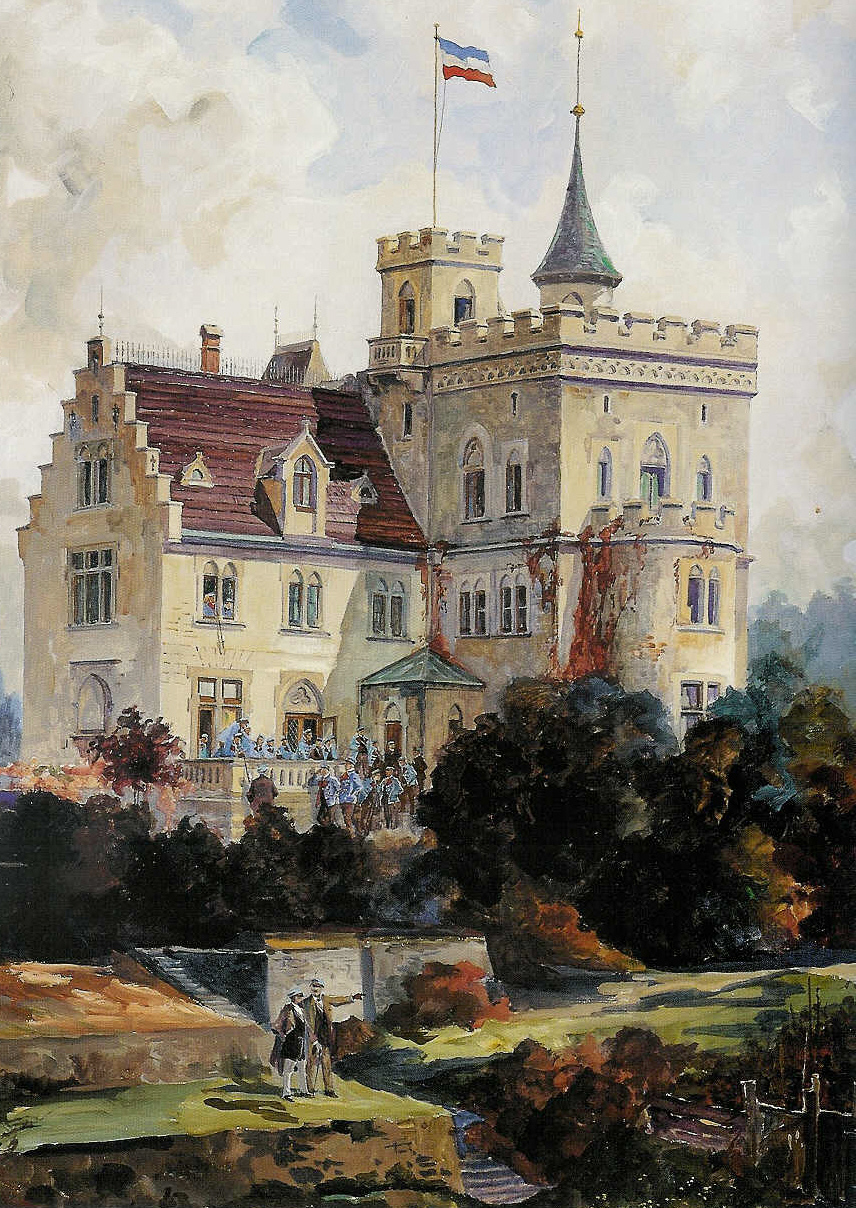
Maison rhénane (Emil Klein, 1892)

La première maison de corporation à être construite architecturalement en tant que telle dans les États allemands est la Maison du Corps Rhenania Tübingen, achevée en 1886. La planification et l'achat du terrain sont réalisés depuis le semestre d'hiver 1882/83 par les membres actifs du corps sous la direction de Karl Hermann Siegeneger (de), nommé en 1880, et dont les cendres sont enterrées dans la façade ouest de la maison. Jusqu'alors, les relations et le Corps Rhenania se réunissent dans les restaurants et sont donc soumis à la discrétion des aubergistes. À cet égard, l’émancipation spatiale représente une nouveauté. L'architecte du gouvernement de Stuttgart , Adolf Katz, est chargé de planifier et de diriger la construction de la maison. La Maison rhénane est située dans la campagne au-dessus de la ville de Tübingen, sur l'Österberg (de), dans l'actuelle Stauffenbergstrasse. La première partie de la maison est construite en 1886 pour les Rhénans de Tübingen et est agrandie en 1893 et 1912 pour accueillir le nombre croissant de membres. Ces dernières phases de construction déterminent encore aujourd'hui le visage de la maison du corps,

## Relations
À l'instigation d'Ernst von Richter (de), Rhenania Tübingen entre dans le cercle bleu en 1880/81. Avec le Rhenania Freiburg (de), le Teutonia Marburg (de) et le Rheno-Guestphalia, il forme ce qu'on appelle le cartel du fer. Il est autrefois connu sous le nom de « Cartel du charbon » ; parce que de nombreux membres de « Rhenania Dortmund » viennent de la région de la Ruhr et veulent travailler dans les mines. À Tübingen, ils étudient la minéralogie, la géologie, la physique et la chimie. En tant que personnes inactives, ils rejoignent les académies des mines et les universités techniques pour étudier les sciences minières. L'Académie des Mines de Clausthal est préférée. Aujourd'hui, le Corps compte encore huit de ces anciens.
Cartel
Corps Rhenania Freiburg (de)
Corps Teutonia Marburg (de)
Corps Rheno-Guestphalia
Corps Marchia Berlin (de)
Corps Isaria München (de) (à nouveau 2019)
Corps ami
Corps Austria Frankfurt am Main
Corps Hannovera Göttingen

## Membres notables (sélection)

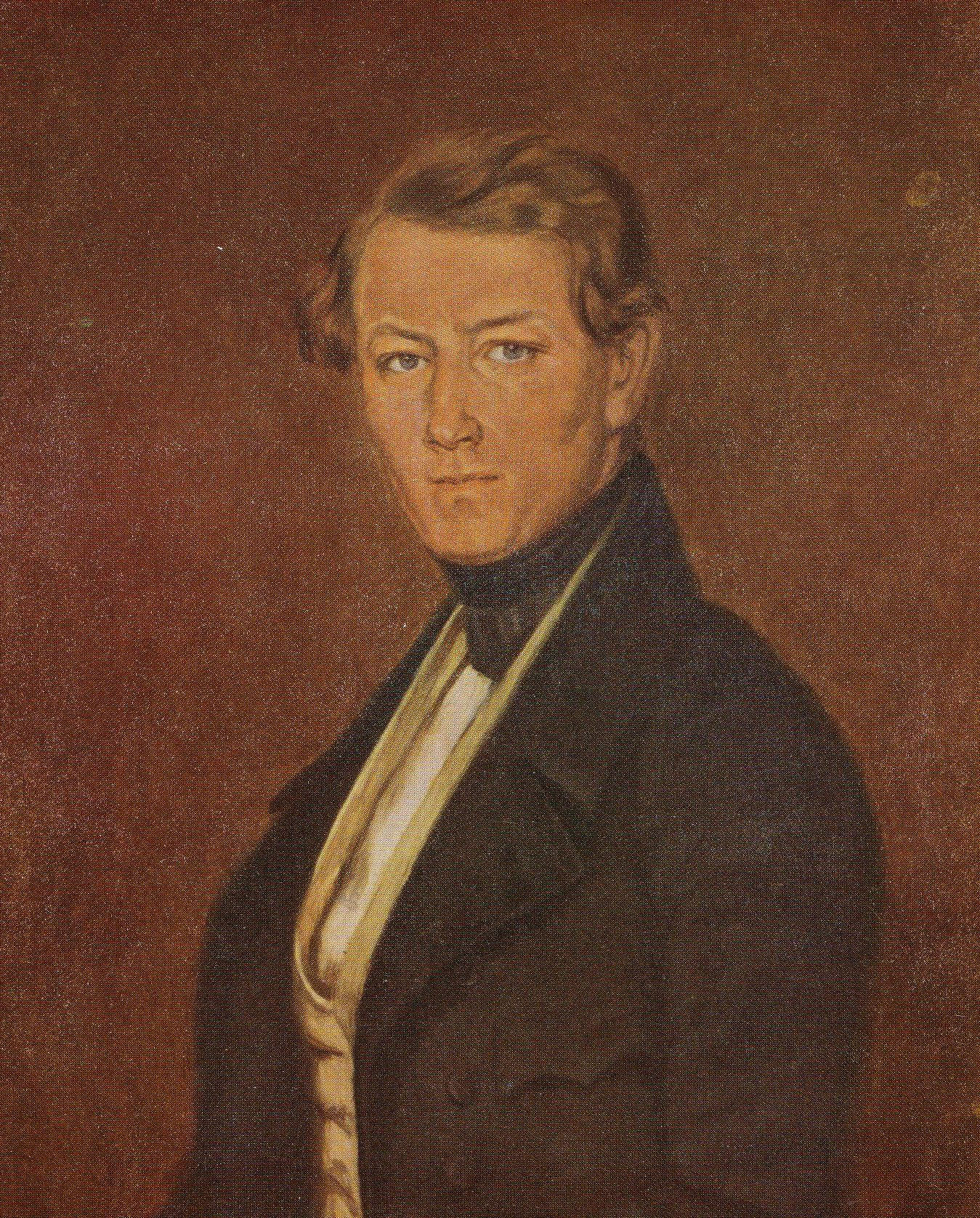
Friedrich A. N. Widmann

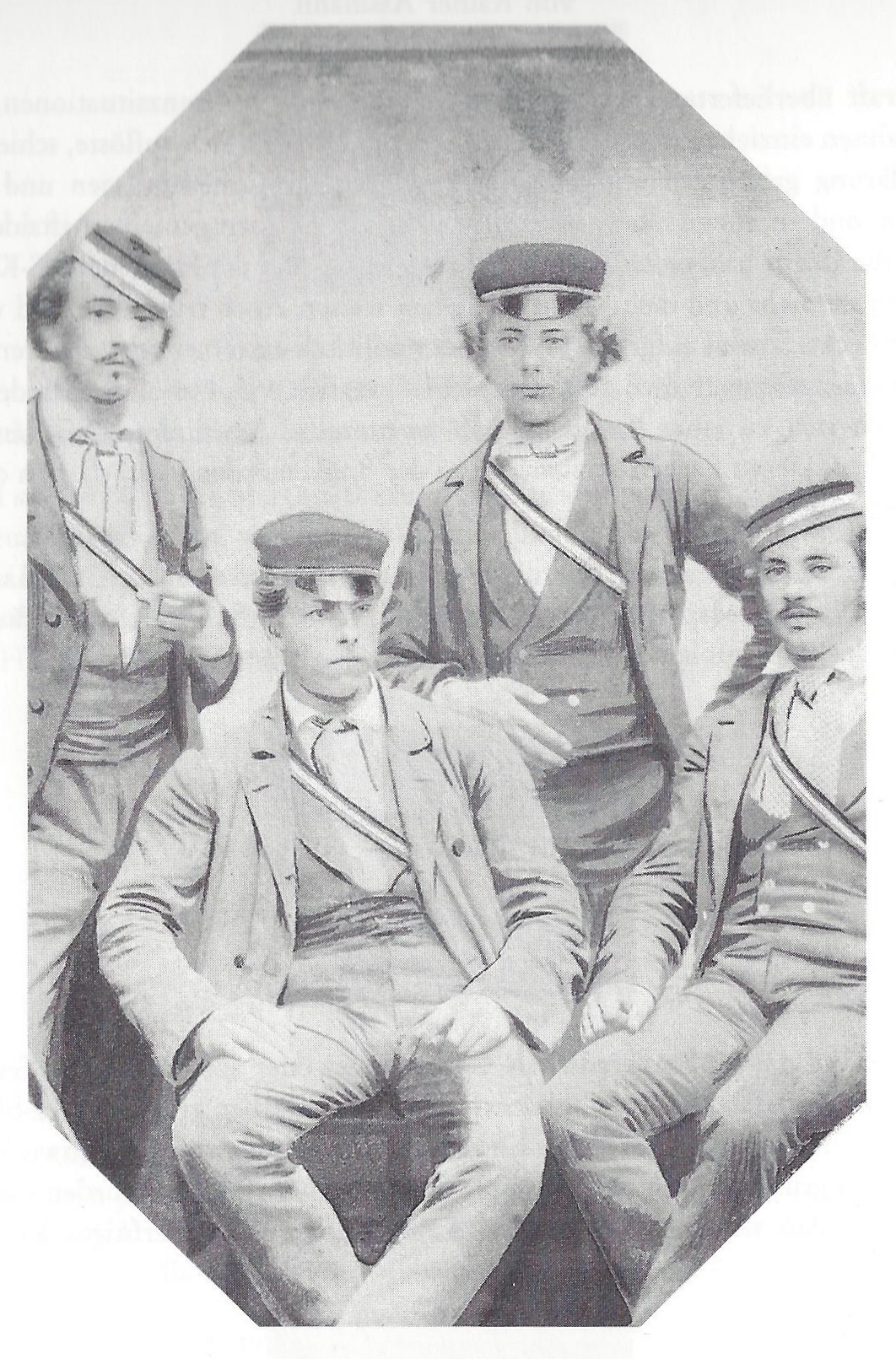
Quatre Tübser Rhenanen de Transylvanie (1860)

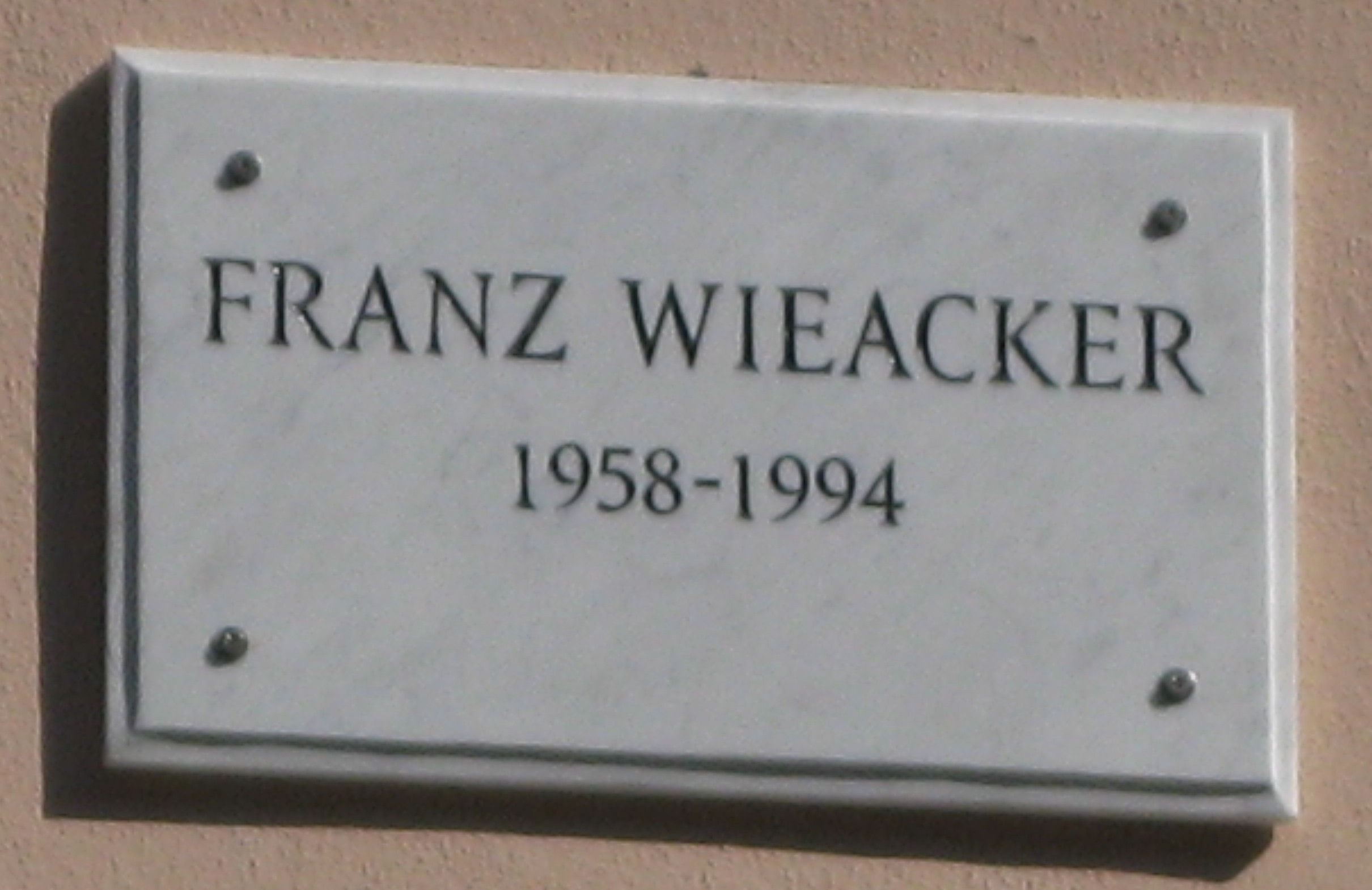
pour Franz Wieacker à la

### Députés et ministres
- Uwe Biester (de) (né en 1948), député du Parlement de l'État de Basse-Saxe (1998-2013)
- Hermann Etter (de) (1870-1934), médecin, député du parlement de l'État populaire libre de Wurtemberg (de)
- Gerhard Gaul (de) (1909-1982), ministre du Schleswig-Holstein, maire de la ville hanséatique de Lübeck
- Peter Hinz (de) (né en 1958), député du Bundestag
- Ludwig von Köhler (de) (1868-1953), ministre de l'Intérieur du Wurtemberg
- Emil Niethammer (de) (1869-1956), député du parlement de Wurtemberg-Hohenzollern (de)
- Alexander Pagenstecher (de) (1862-1928), député du parlement de Saxe (de)
- Ernst von Richter (de) (1862-1935), haut président de la province de Hanovre, ministre du duché de Saxe-Cobourg et Gotha
- Oskar von Soden (de) (1831-1906), envoyé du Wurtemberg
- Gustav Stein (de) (1903-1979), directeur général du BDI, député du Bundestag

### Entrepreneurs et industriels
- Werner Brand (de) (1885-1957), directeur de mine
- Carl Deilmann (de) (1894-1985), industriel
- Klaus Esser (de) (né en 1947), dernier PDG de Mannesmann AG
- Georg von Falkenhayn (de) (1890-1955), membre du conseil d'administration de Norddeutsche Hefeindustrie AG
- Werner Haack (de) (1895-1965), membre du conseil d'administration de Gelsenkirchener Bergwerks-AG
- Adolf Hueck (de) (1882-1955), directeur de l'industrie minière de la Ruhr
- Jobst Kayser-Eichberg (de) (1941-2023), entrepreneur
- Werner Plath (de) (1902-1971), membre du conseil d'administration de National AG
- Helmuth Poensgen (de) (1887-1945), membre du conseil d'administration de United Steelworks
- Klaus Pohle (de) (né en 1937), ancien Conseil d'administration de Schering AG
- Erich Selbach (de) (1905-1985), membre du conseil d'administration de Girmes AG
- Otto Springorum (de) (1890-1955), président du conseil d'administration de Gelsenkirchener Bergwerks-AG
- Hermann Voith (de) (1878-1942), copropriétaire et directeur de Voith AG
- Georg Wander (de) (1841-1897), chimiste, fondateur de Wander AG (Ovomaltine)
- Joachim Zahn (de) (1914-2002), PDG de Daimler-Benz AG de 1970 à 1979
- Johannes Zahn (de) (1907-2000), copropriétaire de CG Trinkaus
- Max E. Schmidt (de) (1872-1945), grand marchand

### Fonctionnaires
- Ludwig Friedrich von Böltz (de) (1818-1908), grand bailli de Nagold (de) et d'Öhringen (de)
- Eduard Clavel (de) (1810-1873), grand bailli d'Haigerloch (de)
- Werner Drück (de) (1909-1942), administrateur de l'arrondissement de Bergheim-sur-l'Erft (de)
- Bernhard Hoffmann (de) (1871-1958), administrateur de l'arrondissement de Pyrmont (de)
- Werner Kalmus (de) (1892-1971), administrateur de l'arrondissement d'Husum (de) et de l'arrondissement de Prenzlau
- Siegfried Körte (1879-1919), maire de Königsberg, député de la chambre des seigneurs de Prusse
- Ernst Kreidel (de) (1863-1916), administrateur de l'arrondissement de Konitz (de)
- Arnold Kressmann (de) (1879-1968), administrateur de l'arrondissement de Lauenbourg-en-Poméranie, juge au tribunal administratif supérieur
- Gregor Münst (de) (1841-1908), grand bailli de Backnang et Louisbourg (de)
- Reinhard Pahlke (de) (1866-1937), gouverneur de l'État du Schleswig-Holstein, administrateur de l'arrondissement de Steinburg
- Paul Prieß (de) (1879-1935), maire de Bielefeld
- Paul Saalfeld (de) (1869-1911), directeur de l'arrondissement de Köthen (de)
- Arthur Schicker (de) (1893-1979), grand bailli d'Hall (de)
- Erich Schmidt (de) (1882-1964), maire de Göttingen
- Heinrich Schumann (de) (1881-1951), administrateur de l'arrondissement d'Insterbourg
- Karl Hermann Siegeneger (de) (1858-1932), grand bailli de Geislingen (de)
- Wilhelm Stumpf (de) (1875-1949), conseiller municipal de Bochum
- Gustav von Supper (de) (1846-1919), huissier principal de Maulbronn (de) et Calw (de)
- Friedrich Widmann (de) (1805-1876), directeur de domaine

### Ingénieurs, médecins et naturalistes
- Dieter Behrenbeck (de) (né en 1936), interniste
- Friedrich Boemke (de) (1906-1984), pathologiste
- Reinhard Dannheim (de) (né en 1936), ophtalmologiste
- Heyo Eckel (de) (né en 1935), président de l'Association médicale de Basse-Saxe
- Ulf-Ingo Flügge (de) (né en 1948), biochimiste et botaniste
- Karl Hennig (de) (1890-1973), ingénieur et professeur d'université allemand
- Gottwalt Christian Hirsch (de) (1888-1972), biologiste cellulaire
- Franz von Hofmeister (de) (1867-1926), chirurgien
- Augustin Kraemer (1865-1941), ethnologue, chercheur des mers du Sud, fondateur de l'ethnologie à l'université de Tübingen
- Otto Lanz (de) (1867-1929), forestier et numismate
- Albert Lezius (de) (1903-1953), chirurgien et professeur d'université
- Ernst Mutschler (de) (né en 1931), pharmacologue
- Kurt Noack (de) (1888-1963), botaniste et professeur d'université
- Julius Rudolf Obermiller (de) (1873-1930), chimiste technique
- Berthold Ostertag (de) (1895-1975), pathologiste et professeur d'université
- Willy Pfeiffer (de) (1879–1937), médecin ORL à Francfort-sur-le-Main
- Eberhard Ramm (de) (1861-1935), agronome
- Max Reich (de) (1862-1943), chirurgien et médecin
- Franz Rost (de) (1884-1935), chirurgien
- Valentin Salzmann (de) (1821-1890), cofondateur de l'Association du Jura souabe
- Henning Schneider (de) (né en 1939), émérite de gynécologie et d'obstétrique à Berne
- Hugo Schottmüller (de) (1867-1936), bactériologiste
- Hans Schulten (de) (1899-1965), interniste et professeur d'université
- Willi Gottfried Schultz (de) (1900-1969), gynécologue et professeur d'université
- Albert Tafel (de) (1876-1935), géographe, médecin et explorateur
- Emil Wepfer (de) (1883-1930), géologue d'État à Stuttgart

### Philologues, théologiens et historiens
- Rainer Assmann (de) (né en 1935), juge, historien d'État et étudiant
- Erich Bauer (de) (1890-1970), historien étudiant
- Paul Beck (de) (1845-1915), magistrat et historien (chercheur local)
- Volker H. W. Schüler (de) (né en 1939), historien, historien local, journaliste et éditeur
- Hans-Otto Mayer (de) (1903-1983), libraire, chercheur et collectionneur de Thomas Mann
- Maximilian Meisse (de) (né en 1969), photographe et architecte
- Werner Schröder (de) (1924-2019), théologien

### Juristes
- Rainer Assmann (de) (né en 1935), juge, étudiant en historien et historien d'État
- Joachim Bergmann (de) (1906-1974), avocat pénaliste dans le procès de la Wilhelmstrasse
- Adolf Brehmer (de) (1840-1904), avocat et homme politique
- Kurt Brunhoff (de) (1900-1986), consul général à Sydney
- Karl Ebermaier (1862-1943), dernier gouverneur du Cameroun
- Friedrich Ludwig von Geß (de) (1828-1905), juge à la Cour impériale
- Wolfgang Göttelmann (de) (né en 1935), ambassadeur au Liban et aux Philippines
- Hans Günter Hauffe (de) (1904-1985), avocat d'affaires et écrivain
- Adolf von Hausch (de) (1831-1900), juge et fonctionnaire ministériel du Wurtemberg
- Friedrich-Wilhelm Holland (de) (1903-1979), président du tribunal régional supérieur de Brunswick, président du tribunal d'État de Basse-Saxe
- Christoph Kaempf (de) (1913-2001), cofondateur et directeur de l'Institut culturel germano-japonais de Kyoto (de 1956 à 1978)
- Rainer Keßelring (de) (1934-2013), vice-président du Service fédéral de renseignement
- Max Kohlhaas (de) (1909-1985), procureur fédéral
- Wilhelm Kohlhaas (1899-1995), officier, avocat et auteur
- Fritz Lademann (de) (1886-1968), juge au Tribunal des finances du Reich
- Fritz Lindenmaier (de) (1881-1960), président du 1er Sénat civil à la Cour fédérale de justice
- Ernst de Maizière (de) (1841-1898), avocat
- Fritz Mooshake (de) (1877-1969) président de la Direction prussienne de la construction et des finances
- Gisbert Poensgen (de) (1923-2011), ambassadeur
- Paul Schmidt (de) (1886-1967), juge du Reich, directeur du tribunal régional de Stuttgart
- Walter Schmidt (de) (1892-1948/49), président de la direction de la Reichsbahn à Dresde
- Wolf Meinhard von Staa (de) (1893-1969), directeur ministériel et éditeur
- Albert Stadler (de) (1817-1890), colonel suisse, officier divisionnaire
- Ernst Volkmann (de) (1881-1959), sénateur des finances de Dantzig
- Kurt Volkmann (de) (1897-1958), avocat et magicien
- Ulrich Weiss (de) (1901-1989), juge à la Cour fédérale de justice, président du Tribunal fédéral des brevets
- Franz Wieacker (de) (1908-1994), historien du droit et romaniste, récipiendaire du Pour le Mérite
- Alfred-Maurice de Zayas (né en 1947), avocat international, président du PEN romand